# سرنودولی
سرنودولی (به لاتین: Crnodoli) یک منطقهٔ مسکونی در مونته‌نگرو است که در شهرداری نیکشیچ واقع شده‌است. سرنودولی ۱۱۷ نفر جمعیت دارد.